# 高美以子
高 美以子（たか みいこ、本名：Miiko Shikata、1925年7月24日 - 2023年1月）は、日系アメリカ人女優。マーロン・ブランドと共演した1957年の映画『サヨナラ』で演じた「ハナオギ」役で知られる。高美似子とも表記される。

## デビュー前
1925年にシアトルで生まれ、ロサンゼルス（カリフォルニア州）で育つ。両親は日本からの移民で、彼女は日系アメリカ人二世である。1942年に家族とともにアリゾナ州のヒラリバー戦争移住センターに収容される。

## 『サヨナラ』
『サヨナラ』の監督ジョシュア・ローガンは、最初に「ハナオギ」役としてオファーしたオードリー・ヘプバーンに断られたことから無名の女優を起用する方針に変更する。 当時ロサンゼルスの旅行会社の店員（clerk）として働いていた高が、地元の二世祭り（Nisei Festival）でタレントスカウトに見出される。彼女はそれまで演技経験が全くなかったが、バラエティ誌は『サヨナラ』のレビューにおいて彼女に肯定的な評価を与える。ワーナー・ブラザースは『サヨナラ』での演技を評価し、彼女と長期契約を結ぶ。

## 『サヨナラ』以降
『サヨナラ』以降も彼女は順調に様々な映画に出演し、ジェームズ・ガーナーやボブ・ホープ、ケーリー・グラント、三船敏郎と共演する。映画と並行し、三船とは1980年代のテレビシリーズ『将軍 SHŌGUN』でも共演している。また、三船や黒澤明がハリウッドを訪問した際の通訳としても働く。

## 私生活
高は1944年にボルチモアで同じ日系人俳優であるデイル・イシモトと結婚、息子1人と娘1人をもうけるが、1958年に離婚する。
その後、1963年にテレビのニュース番組ディレクター、レニー・ブロンドハイムと再婚する。
2023年1月4日に高の孫がソーシャルメディアを通じて彼女の死を公表したが、遺族の希望により、詳細は明らかにされていない。

## 主な出演作品
| 制作・公開年 | 映画タイトル                                  | 役名                           | 備考                                                   |
| ------------ | --------------------------------------------- | ------------------------------ | ------------------------------------------------------ |
| 1957         | サヨナラ Sayonara                             | ハナオギ                       | 映画デビュー作。マーロン・ブランド主演                 |
| 1960         | 戦場よ永遠に Hell to Eternity                 | エスター                       | ジェフリー・ハンター主演                               |
| 1961         | 嬉し泣き Cry for Happy                        | チヨコ                         | 『サヨナラ』で共演したミヨシ・ウメキとの再共演         |
| 1961         | Operation Bottleneck                          | アリ                           | ロン・フォスター、ノーマン・アルデンと共にトリプル主演 |
| 1963         | A Global Affair                               | フミコ                         | ボブ・ホープ主演                                       |
| 1965         | 恋するパリジェンヌ The Art of Love            | シュシュ                       | 『サヨナラ』で共演したジェームズ・ガーナーとの再共演   |
| 1966         | 歩け走るな! Walk Don't Run                    | クラワ・アイコ                 | ケーリー・グラントの最後の出演映画                     |
| 1968         | The Power                                     | ヴァン・ザント夫人             | ジョージ・ハミルトン主演                               |
| 1973         | 失われた地平線 Lost Horizon                   | 看護師                         | ピーター・フィンチ主演                                 |
| 1975         | 太陽にかける橋/ペーパー・タイガー Paper Tiger | カゴヤマ夫人                   | 三船敏郎との初共演映画                                 |
| 1978         | 私立探偵モーゼス The Big Fix                  | 女性販売員                     | リチャード・ドレイファス主演                           |
| 1980         | 将軍 SHŌGUN Shōgun                            | 桐                             | 三船敏郎と再共演したテレビ・ミニシリーズ               |
| 1982         | 最後のサムライ ザ・チャレンジ The Challenge   | ヨシダ・トオル（三船敏郎）の妻 | 現時点での最後の映画                                   |